# Batalla de San Luis
La batalla de San Luis fue un infructuoso ataque británico a San Luis ocurrido el 26 de mayo de 1780, durante la guerra de Independencia de los Estados Unidos.

## Antecedentes
El ataque estuvo motivado por la entrada de España en la guerra (1779) y por la actividad de los rebeldes norteamericanos en el noroeste ese mismo año. Incursiones de los revolucionarios virginianos dirigidas por George Rogers Clark habían eliminado audazmente la dominación británica de la orilla oriental del Misisipi durante el verano de 1778. Los españoles habían cooperado militar y económicamente con los rebeldes incluso antes de la declaración de guerra española a Gran Bretaña, por lo que esta preparó un plan para expulsarlos de los territorios ribereños del gran río, de los que pretendía apoderarse.
Cuando los españoles dirigidos por el gobernador de Luisiana Bernardo de Gálvez comenzaron a limpiar de fuerzas inglesas la desembocadura del Misisipi, cortándoles todas las comunicaciones con las colonias del golfo de México, el poder británico en toda Norteamérica quedó seriamente amenazado. Las conquistas de Gálvez desbarataron el plan británico, que se componía de dos ofensivas, una desde el sur, impedida por los ataques del gobernador español, y una desde el norte que, partiendo de Fort Michilimackinac, debía expulsar a los españoles del alto Misisipi. Este segundo ataque tenía como objetivo principal San Luis.

## Preparativos y fuerzas
La operación para castigar los flancos españoles se organizó pues en Fort Michilimackinac, cerca de la frontera canadiense. El vicegobernador Patrick Sinclair encargó al comerciante Emanuel Hesse, oriundo de Pensilvania, que reuniese a los aliados indios para realizar la ofensiva. Estos comenzaron a juntarse en la unión de los ríos Fox y Wisconsin hasta que en marzo recibieron órdenes de marchar Wisconsin abajo hacia Prairie du Chien donde debían establecer un campamento. Más tarde, la columna debía bajar por el Misisipí, unirse a otro grupo que participaría en la campaña y atacar los asentamientos enemigos.
Los indios que se unieron a la ofensiva eran fundamentalmente guerreros ojibwas, menominis, siux y winnebago. Esta fuerza la mandaba por un buen número de oficiales británicos y la integraba infantería regular, complementada con milicias canadienses. En total, los británicos reunieron unos trescientos soldados —civiles armados ante la falta de soldados regulares— y novecientos guerreros indios para realizar el asalto.
Esperando a los ingleses en San Luis había veintinueve soldados del regimiento Fijo de Luisiana y toda la milicia que se pudo reunir con la gente de la ciudad, formada por doscientos ochenta y un civiles armados —llamada por entonces San Luis de Ilinueses—. Afortunadamente la pequeña ciudad, ante la insistencia del capitán Fernando de Leyba —vicegobernador de la Alta Luisiana—, había sido fuertemente fortificada meses antes. Sin embargo, Fernando de Leyba apeló a François Vallé ("Don Francisco") , un habitante francés de 70 años de edad, que se encontraba a 60 millas al sur de la fortaleza en el sitio de las minas coloniales francesas de Valles. Valle envió a sus dos hijos y 151 milicianos franceses bien entrenados y equipados y así inclinó la balanza a favor de los defensores.
La noticia de la entrada en guerra de España había llegado a la ciudad el 20 de febrero y las obras de fortificación habían comenzado a finales del mes siguiente, cuando se tuvo noticia de los planes británicos para atacar la región. Se había volado el arruinado Fuerte San Carlos y se había comenzado a reforzar la ciudad, a donde se trasladaron los cinco cañones disponibles. Se ordenó la construcción de cuatro torres de piedra como núcleos de la nueva línea defensiva de la población. La primera, situada en el oeste —el lugar más vulnerable— comenzó a construirse el 17 de abril y estaba prácticamente concluida para cuando llegaron los británicos el 26 de mayo, a diferencia de las demás. En esta torre se colocó la artillería, que podía barrer todo el perímetro defensivo. Este lo formaban dos líneas de trincheras, al norte y al sur de la localidad, coronadas con una empalizada.

## Batalla
La fuerza británica se puso en marcha hacia el sur el 2 de mayo. Del cerca de millar de indios, alrededor de un cuarto de ellos eran fox y sauk, renuentes aliados de los británicos, que se habían unido a estos por la presencia del resto de aliados, que los habían amedrentado. El 23 los exploradores enviados al norte por los españoles avistaron a la fuerza enemiga. Esta ignoraba la erección de las defensas, creía que la población se hallaba inerme y que sería conquistada con facilidad.
Los británicos llegaron el 26 de mayo y atacaron ferozmente a un grupo de agricultores y esclavos en las afueras de ciudad, al norte, antes de precipitarse hacia las nutridas andanadas de los defensores, firmemente apostados a lo largo de la línea defensiva. La milicia y los nativos, no acostumbrados a asaltar fortalezas, vacilaron —el estilo clásico de guerra de los indios francocanadienses era el conocido como la petite guerre, ataques relámpago contra objetivos civiles indefensos—. Así el cañón de Leyba sobre la Fortaleza San Carlos abrió fuego, ahuyentó a los invasores. Estos acometieron sin orden a los defensores españoles, que resistieron con denuedo e hicieron buen uso de la escasa artillería de la que disponían. Tanto los milicianos como los indios trataron de mantenerse fuera del alcance del fuego de los defensores. Los indios trataron de atraer a estos fuera de la ciudad, pero no lo lograron. Tras unas dos horas de combates, a comienzos de la tarde, la acometida cesó. Frustrado el asalto, los atacantes corrieron las tierras cercanas y pasaron a cuchillo a algunos labradores y a sus esclavos. A final de la tarde, se retiraron al lugar donde habían abandonado sus embarcaciones.

## Consecuencias
La villa de novecientos habitantes perdió entre cuarenta y seis y cincuenta y siete entre muertos y capturados, prácticamente todos civiles. Los británicos sufrieron una derrota similar en Cahokia, que habían atacado al mismo tiempo que San Luis, y un año más tarde, el 12 de febrero de 1781,  D. Francisco Javier Cruzat y Virto de Vera, vicegobernador de Alta Luisiana, envió un ataque contra Fort St. Joseph cerca del lago Míchigan en respuesta a los rumores de un ataque de primavera en St. Louis por parte de los británicos. Su fuerza fue comandada por el Capitán Eugenio Pourré e incluyó a unos 140 soldados españoles y 60 voluntarios nativos americanos. La milicia también incluyó al alférez Charles Tayon y al intérprete Louis Chevalier. Los españoles de San Luis, acompañados por indios hostiles a los británicos, tomaron y arrasaron Fort St. Joseph antes de retirarse nuevamente. La principal consecuencia de estos reveses fue la pérdida de prestigio de los británicos entre las tribus, cada vez más reacias a cooperar en las operaciones contra los rebeldes y los españoles. En la zona, empero, apenas hubo más combates antes del final de la guerra en 1783.